# Lípa Dobrá Voda
Lípa Dobrá voda je památný strom v osadě Dobrá voda nad Hartmanicemi, roste v těsné blízkosti Kostela svatého Vintíře. Lípa velkolistá (Tilia platyphyllos Scop.) je solitér, roste v nadmořské výšce 850 m, je pětikmen s obvodem kmene 485 cm a výškou stromu 23 m (měření 2010).  V roce 2001 byl proveden bezpečnostní řez, instalace tří vazeb a v roce 2010 redukční řez větví nad střechou kostela, bezpečnostní řez zbytku koruny, instalace tří nových vazeb. Na jejím kmeni je manželi Tesařovými umístěn a udržován obrázek svatého Vintíře. Lípa je chráněna od 26. května 1992 jako krajinná dominanta, je významná svým stářím i vzrůstem.
K historii lípy se váže příběh bílého skřítka. Podle manželů Tesařových se na stromě vyskytuje pravidelně malý bílý ptáček, albínek, který chrání strom před zlými silami, proto přežila i dobu, kdy v Dobré Vodě sídlila vojenská posádka.

## Památné stromy v okolí
- Smrk na Karlově
- Smrk na Stimlingu